# Amphiura delamarei
Amphiura delamarei är en ormstjärneart som beskrevs av Cherbonnier 1958. Amphiura delamarei ingår i släktet Amphiura och familjen trådormstjärnor. Inga underarter finns listade i Catalogue of Life.